# Demptézieu
Demptézieu est une ancienne paroisse qui fut brièvement une commune française du département de l'Isère. La commune n'a connu qu'une [pas clair]brève existence : entre 1790 et 1794, elle est supprimée[pas clair] et rattachée à Saint-Savin.

## Toponymie
La forme ancienne de Demptézieu serait Dentesiacum (910), selon le Regeste dauphinois. Le château est mentionné sous les formes Dentesiaci (1251) ou Denteysiaci (1343). Le site henrysuter.ch donne pour sa part les formes tardives de Antisiacum (XIIIe siècle), Amptheisiacum (XVe siècle). On trouve encore Danthesieu.
Le toponyme serait issu, selon le site henrysuter.ch, d'un nom de domaine gallo-romain, Antisiacum, composé du nom Antisius avec le suffixe -acum, sur lequel s'est agglutiné la préposition « de ».

## Histoire

### Antiquité
Le territoire est occupé, au cours de la période gallo-romaine, par des « petites villae ».
Existence d'une « poype » — monticule de terre de type motte féodale édifié pour faciliter en zone de plaine l'installation d'un lieu fortifié, château ou tour, le terme est utilisé dans la région alpin et ses contreforts (Bresse, Dombes, Dauphiné, Lyonnais, Savoie), — qui était peut-être à l'origine un tumulus ou un petit oppidum pouvant dater des Celtes Allobroges[réf. nécessaire].

### Le château et la seigneurie de Demptézieu

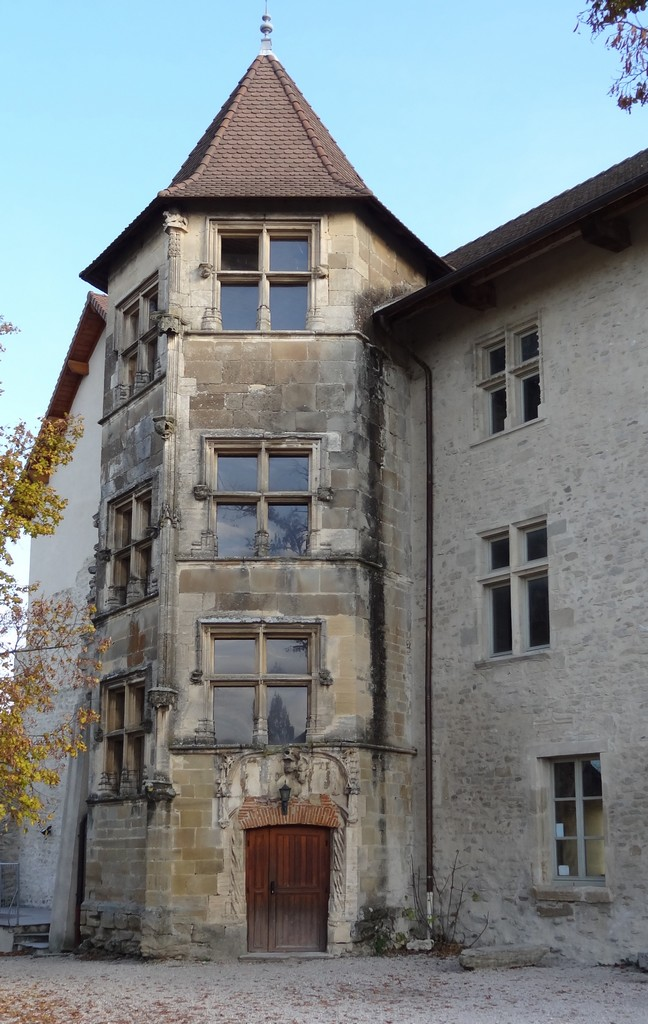
Vue sur cour intérieure côté sud-ouest.

Au Xe siècle, Demptézieu — que l'on peut trouver sous les formes Dantesieu/Danthesieu/Denthesieu — est un bourg monastique dépendant de l'abbaye de Saint-Chef qui s'est développé au sud du poype sur lequel s'est construit un petit château fort en bois, ceinturé de fossés. L'église est mentionnée en 910, dans une bulle pontificale de Serge III, confirmant les possessions de l'archevêque de Lyon,. Le château de Demptézieu a un intérêt stratégique quand la région est cédée en 1029 par l'archevêque de Vienne au comte Humbert de Maurienne, et se retrouve dans le comté de Savoie, en zone frontalière avec le Dauphiné. Ce rôle aurait eu pour conséquence, selon la légende, la construction d'une « quinzaine de tours rondes », d'un donjon et de nouvelles enceintes longues de 800 mètres. En 1082, une charte mentionne pour la première fois le château établi sur une motte castrale appartenant au seigneur Hugonis de Dentasiaco Castro, issu de la petite noblesse du Viennois.
Entre 1268 et 1355, le château est le décor de guerres incessantes entre Savoyards et Dauphinois, entraînant des changements fréquents de suzeraineté, passant de la domination savoyarde à la coupe des Dauphinois et vice-versa. La place forte de Danthesieu est une possession du comte de Savoie Amédée V. Elle passe à l'issue de la paix signée en l'église de Villard-Benoît, le 10 juin 1314, au dauphin Jean II de Viennois. À partir de 1310, les affrontements cessent entre Savoyards et Dauphinois et le bourg s'étend hors les fortifications, atteignant plus de 750 habitants en 1340 (plus de 1 000 habitants si l'on compte les dépendances comme alors Saint-Savin). Le château devient définitivement français en 1349.
Le château de Demptézieu est alors le siège d'une puissante seigneurie appartenant à la famille de Bocsozel, dépendant certes des comtes de Savoie mais ayant ses propres vassaux comme les fiefs de Peythieu au Mollard et de Ville à Saint-Savin. Demptézieu était le siège d'une administration féodale qui s'étendait sur un territoire correspondant aux communes actuelles de Saint-Savin, Ruy et Saint-Chef ainsi qu'au quartier de Montbernier en Bourgoin-Jallieu actuellement.
Comme le château a désormais perdu sa fonction militaire, une aile d’habitation reliée par une tourelle polygonale richement décorée abritant un bel escalier à vis est construite au XVe siècle et en 1484 le château est vendu à Barrachin Alleman dont les descendants en garderont pendant deux siècles la propriété. L'un d'entre eux est connu, Soffrey Allemand, dit capitaine Mollard, compagnon d'armes du chevalier Bayard. Le château échoit ensuite à la famille de Vallin, jusqu'à la Révolution française pendant laquelle il est en partie détruit, devient propriété communale, sert même un temps de presbytère avant d'être inscrit à l'inventaire des monuments historiques en 1954.

### La peste noire de 1348 et la tradition de l'offrande du blé
En 1348, la peste noire décime les habitants de Demptézieu ; un paysan, Mathian, fait alors un vœu : si lui-même et ses descendants ont la vie sauve, ils offriront un quart de leur récolte de blé au saint patron de la paroisse, saint Barthélémy. La coutume persiste depuis 650 ans et chaque 24 août une messe est dite dans l'église de Demptézieu au cours de laquelle du blé est offert par l'aîné des descendants de Mathian.

### Sources
- Des villages de Cassini aux communes d'aujourd'hui, « Notice communale : Demptézieu », sur ehess.fr, École des hautes études en sciences sociales.